# Ломовка (Самарская область)
Ломовка — село в Пестравском районе Самарской области. Входит в состав сельского поселения Мосты. 

## География
Находится на у реки Тепловка на расстоянии примерно 15 километра по прямой на юго-запад от районного центра села Пестравка.

## Население
Постоянное население составляло 465 человек (русские 90%) в 2002 году, 431 в 2010 году.